# Esteban Agustín Gascón (Argentina)
Esteban Agustín Gascón è una città dell'Argentina, parte del partido di Adolfo Alsina nella provincia di Buenos Aires, al confine con la provincia di La Pampa.

## Origini del nome
La città deve il suo nome al politico argentino rappresentante di Buenos Aires al Congresso di Tucumán, Esteban Agustín Gascón.

## Storia
La nascita dell'insediamento avvenne in seguito alla fondazione della colonia di teschi di San Michele Arcangelo nel 1903. L'anno successivo le famiglie tedesche di Antonio Koller e Andreas Kloster si stabilirono negli attuali terreni di Gascón, circa 10 km ad ovest di San Miguel, seguiti da altre famiglie della stessa estrazione.
Il 6 ottobre 1906 la stazione in costruzione in quell'insediamento fu intitolata ad Esteban Agustín Gascón, servendo la linea ferroviaria Ferrocarril Buenos Aires al Pacifico. Si formarono in seguito tre diverse località, tutte abitate da tedeschi del Volga: la colonia Villa Margarita (così chiamata in onore della moglie di Antonio Koller), San Antonio (denominata dallo stesso Koller) e Gascón, più in prossimità della stazione.
Il 17 gennaio 1945, al fine di semplificare, fu scelto di attribuire il nome di Esteban Agustín Gascón anche ai nuclei abitativi circostanti, unendoli nello stesso centro abitato.

## Società

### Evoluzione demografica
abitanti censiti

La città ha una popolazione di 104 abitanti che rappresenta un leggero aumento del 4% rispetto ai 100 abitanti del censimento precedente( Indec, 2001).

## Cultura

### Istruzione
La scuola n. 44 Merceditas garantisce l'istruzione dell'infanzia e primaria.

## Sport
Il Gascón Football Club è l'unica istituzione sportiva della città.